# Amegilla walkeri
Amegilla walkeri är en biart som först beskrevs av Cockerell 1905.  Amegilla walkeri ingår i släktet Amegilla och familjen långtungebin. Inga underarter finns listade i Catalogue of Life.

## Bildgalleri

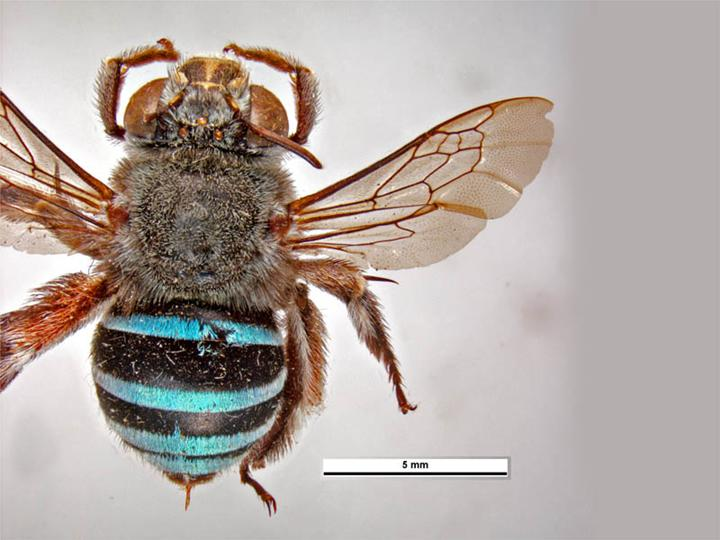